# Jeff Bingaman
Jesse Francis Bingaman , Jr., detto Jeff (El Paso, 3 ottobre 1943), è un politico e avvocato statunitense, senatore per lo stato del Nuovo Messico dal 1983 al 2013.

## Biografia
Nato nel Texas, Bingaman crebbe nel Nuovo Messico e frequentò Harvard e la Stanford, dove si laureò in legge. Dopo gli studi Bingaman esercitò la professione di avvocato e fra il 1968 e il 1974 fu anche nelle riserve dell'esercito.
Nel 1978 venne eletto procuratore generale dello stato del Nuovo Messico e mantenne l'incarico fino al 1982, anno in cui si candidò al Senato come membro del Partito Democratico. Bingaman riuscì a sconfiggere il senatore in carica da un mandato, l'astronauta repubblicano Harrison Schmitt, approdando così al Congresso.
Venne rieletto altre quattro volte nel 1988, nel 1994, nel 2000 e nel 2006. Nel 2012 rinunciò a candidarsi per un altro mandato e annunciò il suo ritiro a partire dalla scadenza del mandato attuale. Il suo posto al Senato venne preso dal compagno di partito Martin Heinrich.
Jeff Bingaman è un democratico piuttosto progressista, soprattutto in materia di aborto.